# Redwood City
Redwood City je město v okrese San Mateo County ve státě Kalifornie ve Spojených státech amerických. Nachází se v San Francisco Bay Area asi 43 kilometrů jižně od San Francisca a 39 kilometrů severozápadně od San José. Je 98. nejlidnatějším městem v Kalifornii a 446. nejlidnatějším městem v USA.
V roce 2010 zde žilo 76 815 obyvatel. S celkovou rozlohou 89,677 km² byla hustota zalidnění 1 527,2 obyvatel na km².